# 솔로몬 렙셰츠
솔로몬 렙셰츠(러시아어: Соломо́н Ле́фшец, 영어: Solomon Lefschetz, 1884년 9월 3일 ~ 1972년 10월 5일)는 대수적 위상수학의 기초에 중대한 업적을 남긴 러시아 태생 미국 수학자이다. 이 업적들은 대수 기하학과 비선형 미분 방정식 이론에 많은 응용들이 있다.

## 생애
렙셰츠는 1884년 9월 3일 러시아 모스크바의 유대인계 가정에서 태어났다. 렙세츠의 부모는 터키 국적을 가졌다. 렙셰츠의 가족은 렙셰츠가 태어난 이후 얼마 되지 않아서 프랑스 파리로 이주했다. 프랑스 파리의 공학대학원 에콜 상트랄에 진학해 기초공학 학석사 학위과정을 이수한 뒤 1905년에 미국으로 이민하였다.
1907년 공학자로 근무하던 도중 산업 현장에서의 사고로 인해서 렙셰츠는 양손을 모두 잃는 중상을 당했다. 그 이후 렙셰츠는 수학으로 분야를 옮겨서, 매사추세츠주 우스터에 위치한 클라크 대학교(Clark University)에서 대수 기하학분야에서 박사학위를 받았다. 이때가 1911년이었다. 그 이후 네브래스카 대학교 링컨, 캔자스 대학교 등에서 교편을 잡다가 1924년에 프린스턴 대학교의 정교수가 되었다. 1953년에 은퇴하고, 1972년 10월 5일 사망하였다.

## 업적
렙셰츠는 대수적 위상수학을 대수기하학에 응용하는 과정에서 샤를 에밀 피카르의 업적을 계승하였다. 렙셰츠는 피카르의 강의를 파리에서 들은 적이 있었다. 렙셰츠의 유명한 정리로는 대수 다양체에 대한 렙셰츠 초평면 정리, 피카르-렙셰츠 이론, 렙셰츠 고정점정리 등이 있다. 많은 위대한 수학적 업적에 대한 공로로 1924년 보처 기념상(Bôcher prize)을 수상하였다.